# Ravine Louis
Die Ravine Louis ist ein kurzer Bach an der Ostküste von Dominica im Parish Saint David.

## Geographie
Die Ravine Louis entspringt am Kamm des Kraters von Petite Soufrièré und fließt in kurzem steilem Lauf im Bogen nach Nordosten und mündet in der Petite Soufrière Bay in den Atlantik. Sie ist zusammen mit der Ravine Mahaut einer von nur zwei namhaften Bächen im Krater von Petite Soufrièré.